# Weipa Airport
Weipa Airport est une localité de la ville de Weipa, dans le Queensland, en Australie. 

## Histoire
Comme son nom l'indique, la localité comprend l'aérodrome de Weipa. 

## Géographie
Le terrain est utilisé pour les pistes de l'aéroport et les bâtiments associés et à aucune autre fin. Il reste des terres non aménagées. Cette localité est déconnectée des autres localités de la ville de Weipa et est entièrement entourée par la localité de Mission River dans le comté de Cook. 